# Sar commun
Pour les articles homonymes, voir Sargue.
Diplodus sargus
Espèce
Répartition géographique
Statut de conservation UICN

 LC  : Préoccupation mineure
Le sar commun (Diplodus sargus) est un poisson de mer ou d'eau saumâtre de la famille des sparidés. 
Diplodus sargus est aussi appelé sar, sargue, mouré punchu, sargou, saragou, mouchon, asparaillou, barade (de ses noms occitans sarg ou sargue et son diminutif sargon ou saragon, morre ponchut pour museau pointu, mochon, asparalhon et varada).

## Répartition
On trouve le sar commun en Atlantique, de la Bretagne jusqu'au Sénégal, ainsi qu'en Méditerranée. En Méditerranée, il s'agit de la sous-espèce Diplodus sargus sargus alors que dans l'Atlantique, il s'agit de Diplodus sargus cadenati.
Dans son Satyricon, Pétrone a écrit : "Le latin dit que la sargue était attirée à Rome des extrémités du monde parce que ce poisson était très-rare. On le faisait venir de la mer Carpathienne avant qu’un certain Optatus, affranchi de Tibère, qui avait le commandement de l’armée navale sur la côte d’Ostie, en fît apporter un très-grand nombre qu’on jeta dans la mer de Toscane. L’empereur ayant ordonné qu’on rejetât tous ceux que l’on pêcherait, il s’en trouva quelque temps après une fort grande quantité, particulièrement vers la Sicile, où ils avaient été inconnus jusqu’alors. Pline le Naturaliste dit que ce poisson vit d’herbes, et rumine comme le bœuf" (chapitre XCIII, "Ultimis ab oris Attractus scarus", dans la traduction de Charles Héguin de Guerle, 1834).

## Description

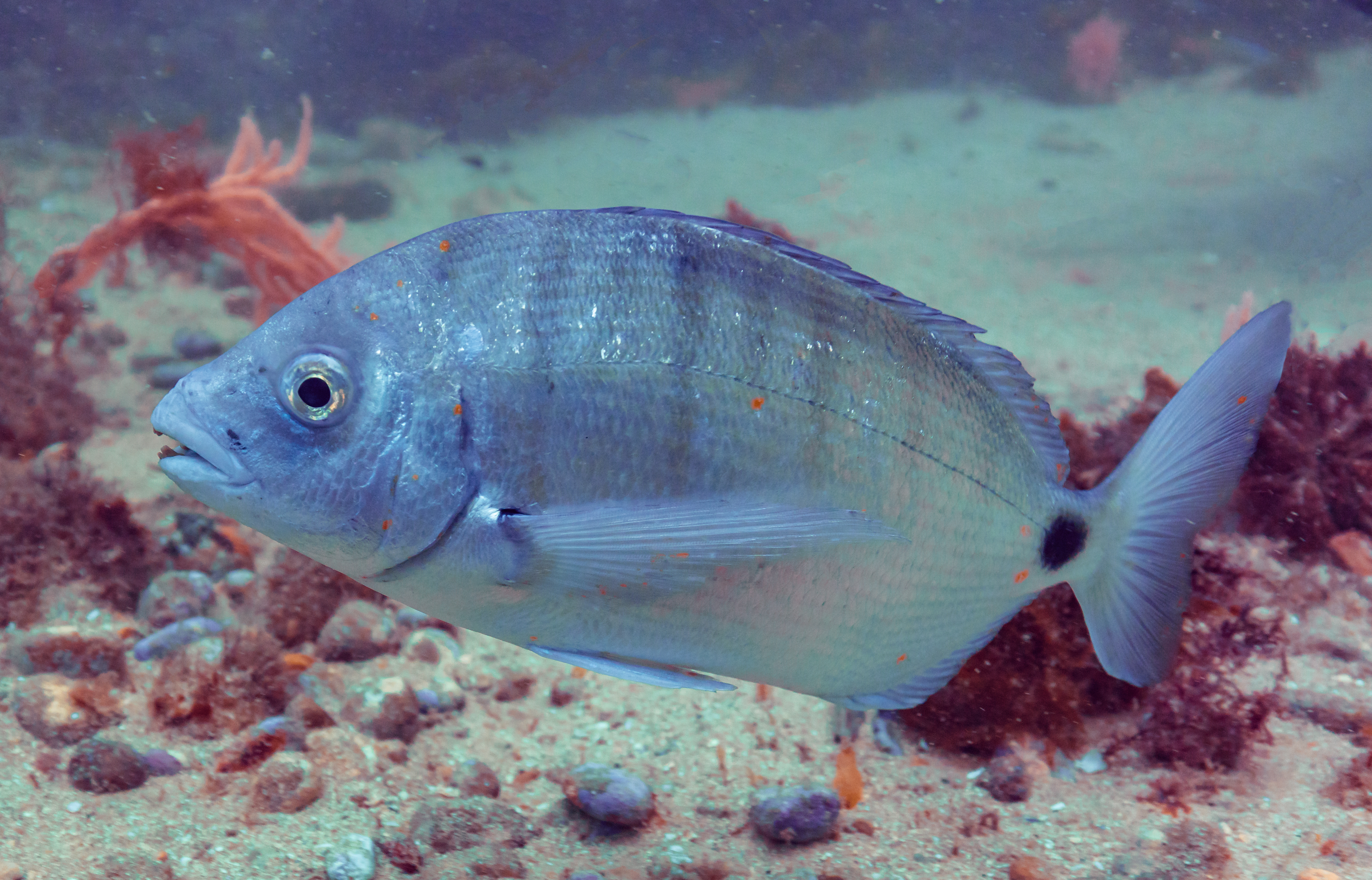
Un sar commun dans le parc naturel de l'Arrábida (Portugal).

Le corps du sar commun est ovale, élevé et comprimé latéralement comme chez une majorité de sparidés. Il est principalement argenté et est orné de marques noires qui permettent de l'identifier. Les opercules sont bordés de noir et le bord postérieur de la nageoire caudale est noir. Le pédoncule caudal comporte sur sa partie supérieure une tache noire en forme de selle. Sept à neuf bandes sombres, alternativement noires et estompées, barrent les flancs verticalement. Ces bandes disparaissent quelques instants seulement après la mort de l'animal. Les nageoires pelviennes sont sombres avec le bord antérieur blanc.
La bouche comporte à la fois des incisives et des molaires, chose rare chez les poissons. Chaque mâchoire possède en effet 8 incisives et plusieurs rangées de molaires, ce qui permet au sar de s'attaquer à n'importe quel type de proie.
La taille des adultes varie généralement entre 25 et 30 cm (maximum 45 cm) pour un poids de 200 g à 500 g (maximum 2 kg).
Le sar se distingue du sparaillon (Diplodus annularis), auquel il ressemble, par le nombre d'écailles de sa ligne latérale — plus de 60 chez le sar et moins de 55 pour le sparaillon. La tache caudale est plus nette et forme un anneau chez le sparaillon. De plus, le sparaillon ne possède pas de bandes verticales sombres sur les flancs.

## Habitat
On trouve le sar commun sur l'ensemble du plateau continental à des profondeurs comprises entre 1 et 30 mètres sur les fonds rocheux et les herbiers. Il s'acclimate aussi en eau saumâtre en été quand les eaux ne sont pas trop froides. Il se déplace souvent en bancs de quelques individus à plus d'une dizaine, même chez les adultes. En période d'inactivité, ou en cas d'alerte, le sar se camoufle et s'abrite dans les failles rocheuses ou les cavités sous les roches.

## Reproduction
Le sar est hermaphrodite, il naît mâle puis se transforme en femelle. C'est à la fin de l'hiver qu'il se reproduit, plus particulièrement du mois de février à la fin du mois de mars. Les individus se regroupent dans peu d'eau pour frayer dans les failles rocheuses. Cela occasionne des concentrations importantes de sar de toutes tailles, comprenant les gros spécimens matures et les juvéniles de l'année précédente qui cherchent à se protéger.

## Régime alimentaire
Les juvéniles sont omnivores et les adultes carnivores. Ils se nourrissent de vers, crustacés, bivalves, mollusques et échinodermes, leurs robustes molaires leur permettant de briser coquilles, carapaces et tests. Le sar commun peut aussi se nourrir de piades, de petits poissons et de petits céphalopodes. Malgré cet éclectisme, il marque une préférence pour les moules, ce qui amène régulièrement des bancs d'individus à se rassembler autour des gisements de moules.

## Pêche

### Tailles minimum de capture

#### Mailles légales pour la France
La maille du sar commun, c'est-à-dire la taille légale de capture pour les pêcheurs amateurs et professionnels est de 25 cm en Manche, en Atlantique et en Mer du Nord, et de 23 cm en Méditerranée.
Ces « tailles minimum légales »(Archive.org • Wikiwix • Archive.is • Google • Que faire ?) sont fixées par l'arrêté du 26 octobre 2012  déterminant la taille minimale ou le poids minimal de capture et de débarquement des poissons et autres organismes marins ainsi que par de nombreux textes de référence édictés par la Communauté européenne.

#### Mailles biologiques
La maille biologique, c'est-à-dire la taille à laquelle 100 % des sars communs se sont reproduits est de 20 à 25 cm.

## Synonymes
- Sparus sargus (Linnaeus, 1758)
- Diplodus sargus (Linnaeus, 1758)
- Sargus rondelettii (Valenciennes, 1830)
- Sargus vetula (Valenciennes, 1830)

## Sous-espèces
Plusieurs sous-espèces de sar commun sont reconnues :
- Diplodus sargus ascensionis (Valenciennes, 1830)
- Diplodus sargus cadenati (de la Paz, Bauchot & Daget, 1974)
- Diplodus sargus capensis (Smith, 1844) synonyme de Diplodus capensis (Smith, 1844)
- Diplodus sargus helenae (Sauvage, 1879)
- Diplodus sargus insularum (Cadenat, 1964) synonyme de Diplodus sargus lineatus (Valenciennes, 1830)
- Diplodus sargus kotschyi (Steindachner, 1876)
- Diplodus sargus lineatus (Valenciennes, 1830)
- Diplodus sargus sargus (Linnaeus, 1758)
- Diplodus sargus typicus (Cadenat, 1964) synonyme de Diplodus sargus cadenati (de la Paz, Bauchot et Daget, 1974)